# Lijst van breakcore-platenlabels
Dit is een lijst van platenlabels die met name breakcore uitgeven met een artikel op Wikipedia.

## A
- Ad Noiseam

## B
- Bloody Fist Records

## C
- Clash Records
- Cock Rock Disco

## D
- Digital Hardcore Recordings

## P
- Planet-mu
- Peace Off